# Gardyny-Leśniczówka
Gardyny–Leśniczówka – kolonia w Polsce, w województwie warmińsko-mazurskim, w powiecie elbląskim, w gminie Młynary.
Do 2023 miejscowość była częścią wsi Kraskowo.
W latach 1975–1998 Gardyny-Leśniczówka administracyjnie należały do województwa elbląskiego.